# 大参
大参（学名：Macropanax oreophilus）是五加科大参属的植物。分布于马来西亚、尼泊尔、印度以及中国大陆的云南等地，生长于海拔850米至2,300米的地区，常生长在灌丛、森林或河谷中，目前尚未由人工引种栽培。